# 디어엠
《디어엠》은 2025년 4월 14일부터 2025년 5월 20일까지 방송된 KBS joy 월화 드라마로 2025년 7월 9일부터 2025년 8월 14일까지 방송 되었던 KBS 2TV 수목 드라마다.

## 기획의도
서연대학교를 발칵 뒤집어놓은 서연대 커뮤니티 글의 주인공 'M'을 찾으며 핑크빛 추리를 펼치는 무보정 노필터 청춘 로맨스 드라마

## 제작진

### 연출
- 박진우 : KBS 2TV 《To. Jenny》 연출
- 서주완 : KBS 2TV 《회사 가기 싫어》 연출

### 극본
- 이슬 : 웹드라마 《연애플레이리스트 시즌 1》(집필), 웹드라마 《연애플레이리스트 시즌 2》(집필), 웹드라마 《이런 꽃 같은 엔딩》(집필), 웹드라마 《연애플레이리스트 시즌 3》(집필), 웹드라마 《연애플레이리스트 시즌 4》(집필), 연극 《연애플레이리스트》(원작), MBC 웹드라마 《엑스엑스(XX)》(집필) 등 집필

## 등장인물

### 여자기숙사 103호
- 박혜수 : 마주아 (21세) 역 - 경영학과 2학년, 꿈: 첫사랑 이루기.

씩씩하고 밝다, 외동딸이지만 단 한 명도 외동딸로 보는
사람이 없다는 것은 함정. 퍼주기 좋아하는 엄마를 닮아 선한 오지라퍼다. 3 인실 기숙사에 산다는 이유로 일용품도 3개씩 챙겨올 정도고, 과자를 사도 당연히 룸메나 친구 거까지 하나 더 산다. 감정이 얼굴에 투명하게 다 드러나서 놀리기 딱 좋은 타입. 맨날 주아를 놀리는 절친 민호와는 만나기만 하면 티키타카의 연속이다. 그래서 민호가 지어준 별명은 '악마주아'. 관심 없는 게 딱 두가지 있었으니 '꿈'과 '남자'였다. 남들은 꿈이 있어서 열심히 공부한다고 할 때 꿈이 없어서 열심히 공부했다. 나중에 뭘 하고 싶을지 모르니까. 한부모 가정과 치상위계층을 위한 수시 전형인 '서연 사랑' 전형으로 서연대에 입학했다. 그래서 가끔 동기들이 수시 전형을 물어볼 때 자기집 사정을 다 들키는 것 같아 괜히 위축되기도 한다. 명문 서연대에 들어온 지도 벌써 1 년이 지났지만, 여전히 꿈도, 미래에 대한 확신도 없다. 게다가 '자발적 모쏠'이다. 남녀공학에서도 새내기 때도 썸 한 번 탄 적 없는 이유는, 그동안 딱히 관심 가는 남자가 없었기 때문. 하지만 대학교 2 학년 2 학기 개강 첫날, 난생처음 주아의 마음을 설레게 하는 남자가 나타났다.
- 노정의 : 서지민 (22세) 역 - 경제학과 2학년, 꿈 : 응원단 단장 되기.

서연대 응원단 41 기 센터다. 청순한 외모 뒤엔 걸크러시를 유발하는 반전이 있다. 사회생활을 많이 해본 것처럼 어른스러운 데가 있어서 주변 분위기에 잘맞춰주는 편이지만, 꼰대 선배나 뒷담화 까는 사람들을 보면 당돌하게 받아칠 줄도 안다. 서지민의 S, 박하늘의 N, 그 유명한 '서연대 자석커플'의 서지민을 맡고 있다. 커플반지, 커플여행, 커플사진 등… 지민과 하늘이 하는 건 무엇이든 화제가 된다. 그 탓에 대학교 커뮤니티 '서연 라이프(서랖)'에 올라오는 글들 중에서도 적지 않은 지분을 차지한다. 재수생이라 동기들보다 한 살이 많기도 하고, 그나마 친했던 친구들이 휴학을 하거나 군대에 가버려서 하늘 말고는 친한 사람이 거의 없는 편이다. 다행히 교환학생을 갔다가 갓 복학한 응원단 멤버 로사가 알고 보니 고 1 때 친했던 친구라 금세 가까워진다.
- 우다비 : 황보영 (24세) 역 - 경영학과 1학년, 꿈 : 먹고 싶은 음식 마음껏 먹기.

주아와 지민의 룸메. 성이 '황보', 이름이 '영'이다. 귀엽게 생긴 외모와 달리 매우 시크하다. 동안인 외모 덕분에 현역으로 오해 받지만 알고 보면 24 살 늦깎이 대학생이다. 명문 실업계 고등학교 전교 1 등으로 금융권 공기업에 취업했었다. 그러나 여러가지로 대졸자와의 차별을 겪고 난 후 다시 빡세게 공부해 경영학과에 입학했다. 초등학생 때 제 1 형당뇨가 찾아온 후 지금까지 매일 인슐린주사기 파우치를 가지고 다닌다. 그 탓에 먹고 싶은 음식도, 술도 마음껏 먹지 못한다. 하루에도 여러번 바늘로 손가락을 찔러 혈당을 측정하고 인슐린 주사를 놓는 것이 남들 눈엔 신기해보이지만, 본인은 이제 아무렇지도 않다.

### 남자기숙사 203호
- 정재현 : 차민호 (21세) 역 - 컴퓨터 공학과 2학년, 꿈 : 앱 개발자. 누나한테 집 사주기.

넉살 좋고 배짱도 좋다. 특기는 마주아 놀리기. 겉만 슬쩍 보면 헐렁해 보이지만, 가끔 하나에 꽂히면 진지한 구석도 있다. 컴퓨터 앞에서 코딩 작업하고 있을 때 제일 섹시하고, 본인도 그걸 잘 안다. 고등학교 때 왕따 방지
앱을 개발한 이력 때문에 특별전형으로 서연대학교에 입학했다. 학교 내에 혼밥러들을 매칭해준다는 구실로 잠재적 연애를 유발하는 밥팅(Bobting) 앱을 개발해서 큰 인기를 끌고 있다. 이런 거 보면 사람 심리도 잘 알고 연애도 잘 할 것 같은데, 한번도 한 달을 넘는 연애를 한 적이 없다. 덕분에 자신의 연애 흑역사 스토리를 다 알고 있는 절친 주아에게 놀림 받기 일쑤다. 그래서 주아는 민호를 '민호구'라 부른다. 12 년 전 부모님이 돌아가신 후 10 살 위의 누나가 대학도 포기하고 자신을 키웠기에 누나에 대한 부채감이 있다. 누나는 강요한 적 없지만, 누나가 포기한 것들에 책임감을 갖고 명문 대학교에 들어왔다. 장학금을 놓친 적 없고, 알바를 열심히 하는 이유는 누나한테 더이상 폐 끼치고 싶지 않고, 곧 결혼할 누나에게 결혼자금을 보태고 싶다는 생각이 간절해서다.
- 배현성 : 박하늘 (22세) 역 - 컴퓨터 공학과 3학년, 꿈 : 게임개발자.

홍보대사 22 기. 말이 없는 편. 하지만 게임만 같이 하면 금세 친해지는, 알고 보면 너무나 쉬운 남자다. 지민과는 9개월 차 CC다. 무뚝뚝하고 숫기 없는 하늘이지만 지민과 연애할 때는 사랑꾼이 따로 없다. 하늘의 배경화면은 항상 지민이고, 취미는 지민 사진 찍어주기다. '첫사랑'인 엄마한테도 다정하듯, 지민에게도 스윗 한 남친이다. 지민과 연애를 시작한 후, 9 개월 사이 하늘에겐 많은 일이 있었다. 무엇보다 큰 일은, 작년 겨울 군인이었던 아버지가 사고로 돌아가신 것. 아버지의 죽음으로 하늘은 많은 것이 달라졌다. 1,2학년 땐 대충 살았고 생각도 없었다면, 이젠 정신이 번뜩 들어버렸다. '게임개발자'라는 꿈도 생겼고, 이번학기엔 컴공과로 전과를 했다. 3 학년 2 학기 때 전과라니, 그것도 5 학년까지 다닐 각오로 한 전과라니, 주변사람들은 이해 못할 다소 무식한 결정이었지만 올인하겠다는 하늘의 각오가 담긴 결정이었다. 그리고 그 결정을 기꺼이 응원해주는 지민이 있어 모든 것이 잘 풀릴 줄 알았다. 근데… 컴공과 전과가 빡세도 이렇게 빡셀 줄은 몰랐다.
- 이진혁 : 길목진 (23세) 역 - 심리학과 2학년, 꿈 : 모쏠 탈출.

민호와 하늘의 룸메. 수더분하게 생긴 외모와는 달리 굉장한 결벽증을 갖고 있다. 방 안에서는 냄새 난다고 밥도 못 먹게 할 정도고 즐겨하는 것이 청소용구 쇼핑이다. 군대를 전방으로 다녀와서 군대부심이 있다. 취미는 틈만 나면 서연대 커뮤니티 '서랖'에 들어가 댓글로 드립 달기. 심리학과를 다니는데 어찌 여자 심리에 대해서는 남들보다도 모른다. 소개팅에서 써먹을 요량으로 각종 심리테스트, 타로점, 손금을 다 섭렵했지만 모쏠 탈출은 요원해 보인다. 여친 사귀는 것이 목표라 민호가 만든 '밥팅'앱의 최다 사용자다.

### 서연대 사람들
- 이정식 : 문준 (24세) 역 - 컴퓨터 공학과 3학년, 복학생.

단과대 회장, 앱개발 동아리 회장. 수식하는 말들 만큼 눈에 뛰는 존재. 무려 '레반 소프트' 문택근 대표의 아들로 기숙사에서도 월세보다 비싸다는 프리미엄 1 인실에 살고 있다. 부드러운 리더십과 스윗한 매너 덕분에 학과에서는 민호를 비롯해 많은 후배들이 그를 롤모델로 삼고 있다.
- 황보름별 : 최로사 (22세) 역 - 컴퓨터 공학과 2학년

서연대 응원단 40 기, 1 학년을 마치고 1 년 반 동안 교환학생을 갔다 왔다. 지민과 고등학교 동창이지만 지민이 재수를 해서 지민보다는 한 학번 선배다. 복학 후에 같이 다닐 친구가 없어 고민이었으나, 고등학교 졸업 후 연락이 끊겼던 지민을 다시 만나 고등학교 때처럼 친하게 지낸다.
- 권은빈 : 민양희 (20세) 역 - 컴퓨터 공학과 1학년

공대 여신, 아빠가 파일럿이라 풍족하게 자라온 탓에 명품을 입고 다닌다. 워낙 사랑받고 자라서 눈치 없는 행동을 할 때가 종종 있지만, 특유의 천진함 덕분에 미워할 수 없는 인물이다.
- 조준영 : 반이담 (21세) 역 - 심리학과 1학년

재수를 해서 1 학년이다, 사진과 감상 수업을 듣는다. 자유분방하고 틀에 갇혀 있지 않은 성격의 소유자.
- 한도우 : 최태진 (25세) 역 - 컴퓨터 공학과 4학년

과에서 유명한 젊은 꼰대, 술자리에서 후배들에게 술을 강요하고 과제 무임승차를 일삼는다.
- 전성환 : 탁무영 (21세) 역 - 경영학과 2학년

존재감 없는 아웃사이더로 과에서 무영의 이름을 아는 사람이 거의 없다
- 최희승 : 김민우 (24세) 역 - 경영학과 휴학중

서연대 앞 카페 펍 '리필' 사장

### 가족들
- 윤진솔 : 차민주 (31세) 역 - 국한은행 직원

민호의 10 살 터울 누나, 고졸 출신 국한은행 직원. 19 살 때 부모님을 교통사고로 잃은 후 그동안 민호를 뒷바라지해왔다. 똑부러지고 말싸움도 잘하는 민호가 유일하게 못이길 만큼 말발도 좋고 유머도 있다. 사내 연애 중이며 곧 결혼을 앞두고 있다.
- 김주아 : 김미영 (48세) 역 - 코끼리 분식 운영

주아 모, 12 년째 '코끼리 분식'을 운영 중이다. 천성이 착하고 마음이 넓어서 어려운 사람들을 보면 지나치지를 못한다. 알콜중독이었던 남편과 젊었을 적 헤어지고 주아를 홀로 키웠다. 주아와는 티격태격하지만 누구보다 사이 좋은 모녀 사이.
- 황건 : 문택근 (53세) 역 - 레반 소프트 대표

준의 부, 1 세대 IT 거물이다. 혁신적인 회사 문화를 유지하는 것과는 달리 은근히 남의 시선을 의식하는 구석이 있어서 학벌주의가 심한 편이다.
- 송경화 : 김정임 (49세) 역 - 교수

하늘 모, 작년 겨울 남편을 여의고 혼자가 됐다. 하늘에겐 '첫사랑'일만큼 강단 있으면서 따뜻한 엄마.
- 이재백 : 서지훈 (19세) 역 - 연리고 3학년

지민의 남동생, 실물은 지민과 닮은 구석이 전혀 없다.

### 기타 인물
- 미상 : 차민호에게 고백하는 여학생 역
- 미상 : 익명 고백글 작성자 역
- 미상 : 문준의 여자친구 역

### 특별 출연
- 양치승
- 김준호
- 차태현

## 참고 사항
- 극 중 배경인 서연대학교의 촬영지는 전북대학교이며, 상명대학교 제 2캠퍼스와 호서대학교에서도 촬영했다.
- 2월 24일, 마주아 역 배우 박혜수가 학교폭력 가해 논란에 휩싸임에 따라 KBS 측이 방송 편성을 취소했다.

안녕하세요, KBS 금요드라마 '디어엠' 제작진입니다.
'디어엠'을 기다려주신 시청자 여러분께 양해 말씀드립니다.
최근 제기된 '디어엠' 출연자 관련 사안에 대한 면밀한 검토와 프로그램의 완성도 제고를 위해 2월 26일 금요일 예정이었던 첫 방송을 연기하기로 결정하였습니다.
제작발표회와 첫 방송 변경 일정은 추후 공지 드리도록 하겠습니다.
3월 10일, 일간스포츠가 '한 드라마국 관계자는 10일 일간스포츠에 "지금 당장 KBS 2TV 새 금요드라마 '디어엠'을 방영하기엔 무리라고 판단해 대체 프로그램으로 몇 주 돌리다 '이미테이션’을 앞당겨 방송하기로 했다"라고 귀띔했다.'고 보도했다. 기사 당시 KBS 측은 '확정된 바 없다'라고 입장을 밝혔으나 기사 이후 KBS 관계자가 15일 오후 스포츠경향에 “금요극 ‘디어엠’의 후속이었던 ‘이미테이션’을 5월 7일 편성으로 최종 확정했다”고 전했다. 이로써 KBS2 ‘디어엠’ 편성이 최종 불발 되었음이 공표 되었다.기사
3월 17일, 조현아 KBS 총괄 프로듀서(CP)가 시청자 청원글에 답변했다. 답변 조 CP는 "현재 진행중인 경찰 조사를 포함한 사실관계 확인을 통해 객관적 정황이 밝혀질 때까지 진행상황을 지켜보기로 했다"며, 조사 결과에 따라 "편성 및 재촬영 등을 포함한 제반사항에 조치를 취할 것"이라고 밝혔다. 한편, 동 시기에 올라온 재편성 및 방영 요청 청원에는 즉답을 피했다.
4월에 '8월 편성'이라는 루머가 있었으나 KBS측에서 부인하며 결정된 바 없다고 입장을 밝혔다. 이후 재편성 이야기는 추가로 나오지 않아 그대로 창고 드라마가 되거나 웹드라마로 제작사인 플레이리스트 측 채널로 공개될 확률이 높다고 여겨졌으나, 2022년에 U-NEXT 스트리밍을 시작으로 VIKI 등의 글로벌 플랫폼을 통해 해외에만 공개가 되었다. 이후로도 2년 정도가 지난 2024년 1월, KBS 측 재편성 루머가 있었으나 "전혀 확정된 바 없다."라고 일축했다.기사
2025년 3월, KBS joy 채널에 편성되며 4월 14일 첫방송이라는 단독 기사가 보도되었고, 추후 편성 확정 기사도 보도되었다

## 같이 보기
- 대한민국의 텔레비전 드라마 목록